# Cyberdjihadisme
Le cyberdjihadisme ou cyber-djihadisme est la mise en œuvre de technologies et services de l'internet -en particulier les réseaux sociaux- dans la promotion du djihadisme violent.
Il peut prendre plusieurs formes: piratage de sites gouvernementaux, d'entreprise ou d'organisations; propagande et recrutement.

## Historique

### Piratages, propagande et recrutement
En 2015, les services du ministère français de la défense estimaient à 2600 le nombre de sites web en langue française liés à l'Etat islamique, et à 40 000 le nombre de tweets en français émis par des comptes proches de l'Etat islamique.
En France, de nombreux sites ont été défacés, parmi lesquels des sites de collectivités locales, d’établissements scolaires, de médias et d'entreprises,.
Aux États-Unis, des comptes Twitter et YouTube de l'armée américaine ont été piratés par un collectif se réclamant de l'État islamique.
L’organisation État islamique, le Front al-Nosra (affilié à Al-Qaïda) ainsi que Al-Shabbaab mettent en ligne des vidéos de propagande sur les réseaux sociaux pour diffuser son idéologie et recruter de nouveaux combattants,.
Selon une étude du CTC Sentinel, la revue du Combating Terrorism Center (en),  publiée en 2019, les compétences de l'État islamique dans la mise en œuvre de cyberattaques sont cependant peu pointues.

## Lutte contre la propagande jihadiste en France

### Condamnations pénales
Le 6 juillet 2018, les anciens administrateurs du site internet Ansar Al-Haqq, qui faisait la promotion du djihadisme à la fin des années 2000, ont été condamnés à des peines de prison fermes pour délit d'association de malfaiteurs.

### Riposte gouvernementale
Pour combattre ce cyberdjihadisme, le gouvernement français a lancé en 2016 plusieurs actions, parmi lesquelles:
- le blocage des sites[9]
- la mise en place d'un site de contre-propagande[10]

Les moyens affectés à la lutte contre le cyberdjihadisme par l'État français sont d’ailleurs en augmentation.

### Ripostes du secteur privé
En décembre 2016, Facebook, Microsoft, Twitter et YouTube (propriété de Google) ont annoncé le lancement commun d'une base de données partagée d'empreintes de photos et vidéos répertoriées comme de la propagande djihadiste.

### Ripostes d'organisations non-gouvernementales et autres collectifs
Les activistes du collectif Anonymous ont lancé de leur côté une contre-offensive sur internet contre l'État islamique.
Le collectif francophone « Katiba des Narvalos » (littéralement « Bataillon des Fous ») fut créé par le regroupement des premiers « Twittos » parodiant des combattants de l'Etat islamique (« les Trolls »), de citoyens militants et de membres d'Anonymous participant à l'#opCharlieHebdo. Devenue très vite indépendante de la communauté Anonymous, la Katiba des Narvalos continue de détourner la propagande terroriste en utilisant l'humour et la dérision, relaie quotidiennement des informations diffusées par la presse francophone et des analyses d'experts reconnus traitant du terrorisme, signale les comptes djihadistes sur les réseaux sociaux et traque même les djihadistes.

## Publications
- Matthieu Creux et Antoine Violet-Surcouf, Cyberdjihadisme - Quand Internet Repousse les Frontières du Champ de Bataille, VA Press, Octobre 2019.
- Nicolas Mazzucchi et Stéphane Chatton, Le cyberdjihadisme, une évolution programmée ?, Revue Défense Nationale, Revue n° 784, Novembre 2015.

## Sources et références
1. ↑  Nathalie Guibert, « L’Etat islamique, c’est 40 000 tweets en français par jour », Le Monde.fr,‎ 1er juin 2015 (ISSN 1950-6244, lire en ligne, consulté le 25 avril 2017)
2. ↑  « Cyberdjihadisme et cyberrésistance », sur France info (consulté le 17 mars 2016)
3. ↑  Le Point, magazine, « Les cyberdjihadistes : une redoutable armée de l'ombre », sur Le Point (consulté le 20 mars 2016)
4. ↑  lefigaro.fr, « Des «cyber-djihadistes» piratent des comptes Twitter et YouTube de l'armée américaine », sur Le Figaro (consulté le 18 mars 2016)
5. ↑  « Les auteurs des attentats à Paris dans une vidéo de Daesh », sur RTL.fr (consulté le 20 mars 2016)
6. ↑  « Les jihadistes surfent le cyberespace pour recruter des Occidentaux », sur L'Obs (consulté le 20 mars 2016)
7. ↑  Pierre Alonso, L'Etat islamique, propagandiste plus que pirate, Libération, 24 mai 2019.
8. ↑  Le Point, magazine, « Cyber-jihad: Farouk Ben Abbes condamné à quatre ans de prison », Le Point,‎ 6 juillet 2018 (lire en ligne, consulté le 8 juillet 2018)
9. ↑  La-Croix.com, « Les pistes du gouvernement pour lutter contre le cyberdjihadisme », sur La Croix (consulté le 17 mars 2016)
10. ↑  « Un site officiel contre le cyberdjihadisme », sur France Culture (consulté le 20 mars 2016)
11. ↑  Martin Untersinger et Elise Vincent, « Le difficile combat contre le « cyberdjihadisme » », sur lemonde.fr, 21 janvier 2015 (consulté le 17 mars 2016)
12. ↑  Lucie Ronfaut, « Les géants du Web créent une base de données mondiale contre la propagande djihadiste », Le Figaro,‎ 6 décembre 2016 (ISSN 0182-5852, lire en ligne, consulté le 7 décembre 2016)
13. ↑  « Les Anonymous contre l’État islamique », sur Slate.fr (consulté le 20 mars 2016)
14. ↑  TTU, Lettre hebdomadaire d'informations stratégiques, 06/05/2015, n°975, p. 4, Romain Mielcarek, « Contrer la propagande djihadiste »
15. ↑  Matthieu Suc, « Ces simples citoyens qui traquent les terroristes : Ils sont informaticiens, ingénieurs ou professeurs. Sur leur temps libre et sous pseudo, de simples citoyens traquent les djihadistes à travers les réseaux sociaux, auscultent la propagande du groupe État islamique, décryptent les failles de nos services de renseignement. En participant, dans l’ombre, à la lutte antiterroriste, ils s’attirent aussi des difficultés. », Mediapart,‎ 18 mars 2018 (lire en ligne)